# 中国基督教协会
中国基督教协会（英译名为，缩写为），简称全国基协，是中國新教三自爱国教会的全国性教务组织，受国家宗教事务局管理并受中华人民共和国民政部对社会团体的管理，1980年于南京市成立，现会址位于上海市九江路，与中国基督教三自爱国运动委员会合称为“基督教全国两会”或“中国基督教两会”（英译缩写为CCC&TSPM）。1991年，中国基督教协会正式加入世界基督教协进会（World Council of Churches）。现任会长为吴巍牧师。

## 宗旨
《中国基督教协会章程》规定，中国基督教协会的宗旨是：“坚持自治、自养、自传，独立自主自办教会的原则，团结和带领全国所有信奉上帝、承认耶稣基督为主的基督徒，走爱国爱教、荣神益人的道路；在圣灵的引领下，同心合意，遵照圣经真理，制订和完善我国教会规章制度，办好教会。引导全国基督徒为构建社会主义和谐社会发挥积极作用，使中国基督教与社会主义社会相适应。”

## 任务
《中国基督教协会章程》规定，中国基督教协会的任务是：
1. 在中国共产党和人民政府的领导下，团结全国基督徒，热爱社会主义祖国，遵守国家宪法、法律、法规与政策；积极参与中国特色社会主义社会建设；
2. 积极推进神学思想建设；
3. 推进中国教会的神学教育、人才培训；
4. 推进圣经、圣诗及其他基督教书刊的出版工作；
5. 积极开展社会服务事工；
6. 介绍和组织交流各地教会在传道、牧养和管理方面的经验；
7. 制订教会规章，督促各地教会贯彻执行，并推进各省、自治区、直辖市基督教协会（或教务委员会）制订本地的规章制度，以提高教会管理水平；会同中国基 督教三自爱国运动委员会，督促各省、自治区、直辖市基督教两会制定教牧人员的工资、福利、退休等保障制度，以保证其生活安定；
8. 积极开展海外友好交往；
9. 本会加强同各省、自治区、直辖市基督教协会（或教务委员会）的联系，沟通情况，交流经验，研究及协商有关的问题，并为各省、自治区、直辖市基督教协会（或教务委员会）提供服务；
10. 本会与中国基督教三自爱国运动委员会在规定期内联合召开中国基督教代表会议，也可与该会共同召开其他联席会议；
11. 本会与中国基督教三自爱国运动委员会是分工合作关系，配合与协助基督教三自爱国运动委员会，做好中国基督教的各项事工；
12. 本会的决议涉及地方的，各省、自治区、直辖市基督教协会（或教务委员会）有遵守与履行的义务。本会应予督促。

## 历届领导人
| 届数 | 名誉会长 | 会长         | 副会长                                                                                                  | 总干事       |
| ---- | -------- | ------------ | --- | ------------ |
| 1    |          | 丁光训       | 江文汉、吴高梓、郑建业、施如璋（女）、唐马太、阎迦勒、曾友山、蒋佩芬（女）、蔡文浩                      | 郑建业（兼） |
| 2    |          | 丁光训       | 吴高梓、沈以藩（驻会）、郑建业、施如璋（女）、阎迦勒、韩文藻、曾友山、蒋佩芬（女）、蔡文浩              | 郑建业（兼） |
| 3    |          | 丁光训       | 沈以藩、 吴爱恩（女，朝鲜族）、陈泽民、施如璋（女）、殷继增、曹圣洁（女）、韩文藻、蒋佩芬（女）、蔡文浩 | 沈以藩（兼） |
| 4    | 丁光训   | 韩文藻       | 孙锡培、吴爱恩（女，朝鲜族）、陈泽民、苏德慈、范秀远、项建华、曹圣洁（女）、蔡约生                      | 苏德慈（兼） |
| 5    | 丁光训   | 曹圣洁（女） | 孙锡培、陆明远、苏德慈、沈承恩、林志华、范承祖、项建华                                                  | 曹圣洁（代） |
| 6    |          | 高峰         | 吕德志、范承祖、林志华、倪光道、高英（女）、唐卫民                                                      | 阚保平       |
| 7    |          | 高峰         | 吕德志、张克运、陈逸鲁、金蔚（女）、单渭祥（驻会）、高英（女）、唐卫民、梁明、阚保平（驻会）            | 阚保平（代） |
| 8    |          | 吴巍         | 许伦胜、余文良（傈僳族）、沈学彬（驻会）、张克运、陈田元、陈逸鲁、单渭祥（驻会）、高明、樊宏恩          | 单渭祥（兼） |

## 外部連結
- 官方网站